# Cristóbal Rodríguez Solano
Cristóbal Rodríguez Solano (1812-post. 1860) fue un escritor, profesor, médico y político español, diputado a Cortes durante el reinado de Isabel II.

## Biografía
Nacido en la localidad cacereña de Guadalupe en 1812, estudió medicina en la Universidad de Salamanca, donde fue más tarde catedrático de astronomía. En 1844 hizo oposición a las plazas de director de baños, mereciendo el primer lugar y pasando a dirigir sucesivamente los de Villatoya, Baños (Cáceres), Ledesma (Salamanca) y Carballino y Partovia (Orense). Fue diputado a Cortes y autor de El ciego de la montaña (novela filosófica), Elementos de geografía y Virtudes medicinales y análisis del agua minero-medicinal de Baños (Plasencia 1838).